# Matthias Springer
Matthias Springer (* 5. Dezember 1942 in Dresden) ist ein deutscher Mittelalterhistoriker.
Matthias Springer studierte von 1961 bis 1966 Geschichte und Klassische Philologie an der Humboldt-Universität zu Berlin (HUB). 1964 wurde er als einer von insgesamt nur sechs Geschichtsstudenten während der gesamten DDR-Geschichte mit dem Karl-Marx-Stipendium ausgezeichnet. 1966 wurde er wissenschaftlicher Assistent an der HUB, übte zwischen 1969 und 1983 verschiedene andere Berufe außerhalb der Universität und Akademie aus. Während dieser Zeit wurde Springer 1978 mit einer Arbeit zum Thema Die Germanen in der „Kriegskunst“ des Maurikios promoviert, Gutachter waren Johannes Irmscher, Heinz Grünert und Bernhard Töpfer. 1983 kehrte er an die Universität zurück und wurde wissenschaftlicher Assistent an der Sektion Geschichte der Pädagogischen Hochschule Magdeburg. 
Im April 1985 erfolgte die Promotion B mit der Arbeit Vergleichende Untersuchungen zur Militärgeschichte, vornehmlich des früheren Mittelalter, Gutachter waren erneut Irmscher sowie Siegfried Hoyer und Erika Uitz. Danach wurde Springer wissenschaftlicher Oberassistent in Magdeburg, 1986 Hochschuldozent und im September 1988 ordentlicher Professor. Gegen Ende der DDR gehörte er zum Präsidium der Historiker-Gesellschaft der DDR. Nach der Umwandlung der Pädagogischen Hochschule in die Universität Magdeburg lehrte Springer seit 1993 als ordentlicher Professor für Geschichte des Mittelalters am Institut für Geschichte. Er ist Mitglied von Emeritio. Seine Schwerpunkte sind die Namen und Personengruppen während der Völkerwanderungszeit und des Mittelalters, die Militärgeschichte, das früh- und hochmittelalterliche Sachsen sowie die mittelalterliche Geschichte der im Land Sachsen-Anhalt vereinigten Gebiete.

## Schriften (Auswahl)
Monographien
- Die Sachsen (= Kohlhammer-Urban-Taschenbücher. Bd. 598). Kohlhammer, Stuttgart 2004, ISBN 3-17-016588-7.

Herausgeberschaften
- mit Albrecht Greule: Namen des Frühmittelalters als sprachliche Zeugnisse und als Geschichtsquellen (= Reallexikon der germanischen Altertumskunde. Ergänzungsbände zum Reallexikon der germanischen Altertumskunde. Bd. 66). De Gruyter, Berlin u. a. 2009, ISBN 3-11-020815-6.